# 朝霞市立図書館
朝霞市立図書館（あさかしりつとしょかん）は、埼玉県朝霞市にある図書館。近隣の県南4市（新座市・和光市・志木市）で相互協力を行っている。

## 概要

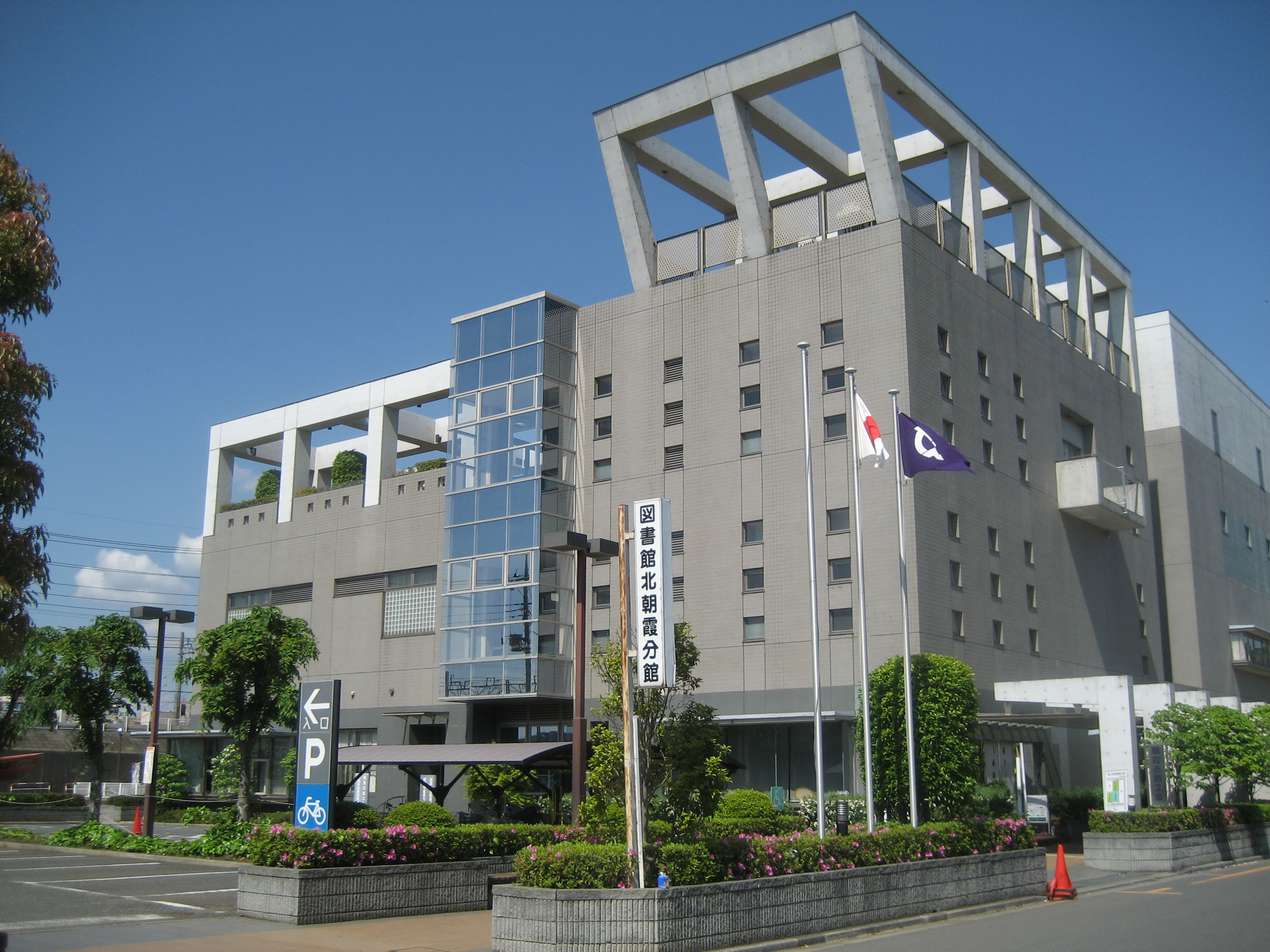
北朝霞分館の入る朝霞市産業文化センター

本館と分館の他、公民館に併設された5つの図書室を設置している。
- 本館（朝霞市青葉台1-7-26）

1987年（昭和62年）10月31日開館。
朝霞駅から500mほど。
2022年3月1日、大規模改修を行い再開館。対面読書室・読書支援室が新設された。
- 分館（朝霞市大字浜崎669-1）

1991年（平成11年）9月3日開館。
北朝霞駅から200mほど。朝霞市産業文化センター内2階。
1回の貸出数は1人書籍・雑誌等は10冊まで、CD・DVD等の視聴覚資料は本館・別館ごとに3点まで。インターネットからの検索や予約にも対応。
社会人対象のキャレルデスク（個人学習席）が社会科学分野コーナーに設置、個人のパソコン使用に実験的対応。

## 4市図書館相互利用について
1993年2月より、朝霞市在住者は、志木市立図書館・新座市立図書館・和光市図書館をそれぞれ利用可能。また2002年4月より、4市図書館利用カード相互利用開始。1市のカード所持者は、他の3市でも登録可能。

## 公民館図書室の利用
朝霞市立図書館の利用カード所持者は、市内公民館図書室を利用可能。公民館休室日を除き、貸出を行なっている（ただし書籍のみ、「禁帯出資料」を除く）。利用カードの新規発行，利用状況確認等は行なっていない。